# Live! (álbum de The Police)
Live! é um álbum ao vivo do The Police. 
O disco um foi gravado em Boston em 1979 e o disco dois foi gravado em Atlanta na turnê do álbum Synchronicity em 1983.

## Faixas
Todas as músicas de Sting, exceto quando notado.

### Disco 1
1. "Next to You" – 2:57
2. "So Lonely" – 7:32
3. "Truth Hits Everybody" – 2:34
4. "Walking on the Moon" – 4:59
5. "Hole in My Life" – 4:08
6. "Fall Out" (Stewart Copeland) – 2:46
7. "Bring on the Night" – 5:16
8. "Message in a Bottle" – 4:27
9. "The Bed's Too Big Without You" – 8:53
10. "Peanuts" (Sting, Copeland) – 3:07
11. "Roxanne" – 4:42
12. "Can't Stand Losing You" – 7:54
13. "Landlord" (Sting, Copeland) – 2:27
14. "Born in the 50's" – 4:18
15. "Be My Girl - Sally" (Andy Summers, Sting) – 4:51

### Disco 2
1. "Synchronicity I" – 2:52
2. "Synchronicity II" – 4:44
3. "Walking in Your Footsteps" – 4:54
4. "Message in a Bottle" – 4:35
5. "O My God" – 3:36
6. "De Do Do Do, De Da Da Da" – 4:32
7. "Wrapped Around Your Finger" – 5:21
8. "Tea in the Sahara" – 4:52
9. "Spirits in the Material World" – 2:57
10. "King of Pain" – 5:53
11. "Don't Stand So Close to Me" – 3:46
12. "Every Breath You Take" – 4:37
13. "Roxanne" – 6:10
14. "Can't Stand Losing You" – 6:48
15. "So Lonely" – 7:26

## Créditos
- Andy Summers - Guitarra
- Sting - Baixo, Vocal
- Stewart Copeland - bateria, Percussão